# Amy Brassette
Amy Brassette (* 14. Dezember 1979 in Lake Charles, Louisiana) ist eine US-amerikanische Schauspielerin und Synchronsprecherin.

## Leben
Brassette ist die mittlere von drei Schwestern. Sie ist durch Besetzungen in einigen B-Movies sowie Nebenrollen in verschiedenen größeren Filmproduktionen bekannt geworden.
Von 2002 bis 2003 trat sie in mehreren Ausgaben des Formats Cedric the Entertainer Presents von Cedric the Entertainer auf.
Ihre erste Rolle hatte sie in Emmanuelle 2000: Emmanuelle Pie 2003.

## Filmografie
- 2003: Emmanuelle 2000: Emmanuelle Pie
- 2003: Reno 911! (Fernsehserie, Episode 1x09)
- 2006: Little Chenier
- 2006: Pretty Cool
- 2009: In a Spiral State
- 2012: Treme (Fernsehserie, Episode 3x07)
- 2013: Gangster Chronicles (Pawn Shop Chronicles)
- 2013: Ghost Shark – Die Legende lebt (Ghost Shark)
- 2013: Mega Alligators – The New Killing Species (Ragin Cajun Redneck Gators)
- 2014: True Detective (Fernsehserie, Episode 1x02)
- 2015: Maggie
- 2016: Smothered
- 2016: Bad Moms
- 2016: Race to Redemption
- 2019: The Last Laugh
- 2019: A Christmas Wish (Fernsehfilm)

### Fernsehauftritte
- 2002–2003: Cedric the Entertainer Presents (Fernsehsendung, 16 Episoden)

## Synchronsprecher
- 2004: EverQuest II (Videospiel)
- 2005: Duck Dodgers (Zeichentrickserie, Episode 3x07)